# Concordia (Spiel)
Concordia ist ein 2013 im PD-Verlag erschienenes Brettspiel von Mac Gerdts. Zwei bis fünf Spieler übernehmen dabei die Rollen von römischen Familien, die versuchen, sich möglichst einflussreich im römischen Imperium auszubreiten und dabei zum Wohlgefallen der antiken Götter zu handeln.
Concordia ist das erste Spiel von Mac Gerdts, welches auf das von ihm erfundene Aktionsrondell verzichtet und stattdessen einen Deckbaumechanismus mit Aktionskarten einsetzt. Wie in Gerdts Spielen üblich, besitzt das Strategiespiel keinerlei Zufalls- oder Glückselemente und hat im Gegensatz zu vielen anderen Genrevertretern eine kompakte und schnell zu erlernende Spielregel. Das Spiel wird vom PD-Verlag zweisprachig vertrieben. Der Spielplan benutzt lateinische Begriffe und ist ansonsten sprachneutral. Die Kartendecks liegen in deutscher und englischer Sprache bei.

## Spielaufbau
Die Spieler entscheiden sich für eine der zwei Seiten des Spielplans und bestimmen damit die jeweilige Karte, auf der gespielt wird. Der Spielplan besteht aus mehreren Teilen.
- Karte: Jede Stadt auf der Karte erhält ein Stadtplättchen, das bestimmt, welche Ware dort produziert werden kann. Zudem werden pro teilnehmenden Spieler je ein Kolonist und ein Schiff in der Startstadt (im Grundspiel: Roma) platziert.
- Produktionsbereich: Jede Provinz erhält einen Bonusmarker vom Typ der wertvollsten in der Provinz produzierten Ware.
- Kartenablage: Dort liegen von den Spielern kaufbare Aktionskarten aus, die von links nach rechts durch Zusatzkosten teurer werden.
- Siegpunktleiste: Hier markieren die Spieler am Ende des Spiels ihre erreichten Siegpunkte.

Jeder Spieler erhält neben einem kleinen Lagerhausplan, welcher Platz für Waren und nicht produzierte Kolonisten bietet, sein Startgeld in Form römischer Sesterzen, 15 Häuser in seiner Spielerfarbe sowie die Starthand, bestehend aus 7 Aktionskarten.

## Spielablauf
Reihum spielt jeder Spieler eine seiner verfügbaren Aktionskarten aus und führt die auf der Karte abgedruckte Aktion aus.

### Aktionskarten
Architekt (1× in Starthand)
Der Spieler kann seine Kolonisten über den Spielplan bewegen und Häuser in den Städten bauen.

#### Praefekt (2× in Starthand)
Der Spieler hat die Wahl zwischen zwei Aktionen:
1. Der Spieler kann eine bestimmte Provinz produzieren lassen. Daraufhin erhalten alle Spieler, die in dieser Provinz Häuser haben, je eine Ware des auf dem Stadtplättchen abgedruckten Typs pro produzierender Stadt. Der ausführende Spieler erhält zusätzlich die eine Bonusware entsprechend der auf dem Bonusplättchen der produzierenden Provinz aufgedruckten Ware. Das Bonusplättchen wird auf die Rückseite (Geldseite) gedreht.
2. Der Spieler erhält den kumulierten Geldbonus aller Bonusplättchen auf der Geldseite und dreht diese wieder zurück auf die Warenseite.

#### Mercator (1× in Starthand)
Der Spieler nimmt sich drei Sesterzen aus dem Vorrat und hat nun die Möglichkeit zwei Warensorten zu den auf dem Lagerraum abgedruckten Preisen zu handeln.
Es existieren kaufbare Mercatorkarten, die ein Einkommen von fünf statt drei Sesterzen ermöglichen.

#### Senator (1× in Starthand)
Der Spieler kann bis zu zwei Aktionskarte aus der Kartenablage zu den auf der Karte abgedruckten Kosten plus eventueller Zusatzkosten, aufgrund der Platzierung innerhalb der Kartenablage, vom Spielplan kaufen. Nach dem Kauf werden alle Karten nach links aufgerückt und neue Karten vom Nachziehstapel von links nach rechts aufgedeckt.

#### Diplomat (1× in Starthand)
Der Spieler kann eine Aktion einer der zuletzt ausgespielten Aktionskarten seiner Mitspieler für diese Zug nutzen benutzen.

#### Tribun (1× in Starthand)
Der Spieler nimmt alle seiner bisher ausgespielten Karten wieder zurück auf die Hand und erhält ab der vierten Karte, die er wieder aufnimmt je eine Sesterze pro Karte. Zusätzlich hat er die Möglichkeit, einen Kolonisten in der Startstadt aufzustellen.

#### Kolonist
Der Spieler hat die Wahl zwischen zwei Aktionen:
1. Er erhält Sesterzen (Fünf plus Anzahl Kolonisten in seiner Spielerfarbe auf dem Spielplan)
2. Produktion eines Kolonisten bei Abgabe von Waren in beliebiger Stadt.

#### Konsul
Der Spieler kann eine Karte aus der Kartenablage ohne Zusatzkosten kaufen.

#### Spezialisten (Maurer, Bauer, Schmied, Winzer, Weber)
Alle Städte des abgedruckten Typs, in denen der Spieler Häuser stehen hat, produzieren. Mitspieler erhalten keine Waren.

### Spielende
Ein Spieler erhält die Concordia-Karte im Wert von 7 Siegpunkten, wenn er entweder das letzte seiner Häuser gebaut oder die letzte der verfügbaren Aktionskarten aus der Kartenablage gekauft hat. Danach ist jeder andere Spieler noch einmal am Zug und es folgt die Endwertung.

### Endwertung
Die Spieler gehen durch ihr gesamtes Kartendeck und sortieren die Karten nach den Gottheiten. Danach werden die daraus existierenden Siegpunkte addiert und mit einem Marker in Spielerfarbe auf der Siegpunkteleiste markiert. Der Spieler mit den meisten Siegpunkten gewinnt.
Die Gottheiten:
- Vesta: Pro 10 Sesterzen erhält der Spieler 1 Siegpunkt.
- Jupiter: Pro Stadt mit eigenem Haus (keine Ziegelstädte) erhält der Spieler 1 Siegpunkt.
- Saturnus: Pro Provinz mit mindestens einem Haus erhält der Spieler 2 Siegpunkte.
- Mercurius: Für jede Warensorte, die der Spieler mit Häusern produziert, erhält er 2 Siegpunkte.
- Mars: Pro Kolonist auf dem Spielplan erhält der Spieler 2 Siegpunkte.
- Minerva: Für jede Stadt der jeweiligen Sorte, die auf der Aktionskarte abgedruckt ist, erhält der Spieler die aufgedruckte Anzahl an Siegpunkten.

## Varianten
Es existiert eine Variante, in der die Spieler das Spiel ohne Startwaren beginnen und in der ersten Runde die Möglichkeit haben, Waren zu den auf dem Lagerplan abgedruckten Preisen zu kaufen.

## Auszeichnungen
- 2013 Meeples Choice Winner
- 2013 Fairplay Scout Aktion 2. Platz
- 2014 Nominierung zum Kennerspiel des Jahres
- 2014 Nominiert für den International Gamers Awards
- 2015 Gewinner Kennerspiel des Jahres in den Niederlanden (Nederlandse Spellenprijs)[1]

## Erweiterungen
- Concordia: Britannia und Germania (2014)
- Concordia: Salsa (2015)
- Concordia: Gallia und Corsica (2016)
- Concordia: Aegyptus und Creta (2017)
- Concordia: Venus (2018)
- Concordia: Balearica und Cyprus (2019)
- Concordia: Solitaria (2021)[2]
- Concordia: Roma / Sicilia (2023)[3]